# 香港住宅委員会
座標: 北緯22度18分55秒 東経114度10分53秒 / 北緯22.315319度 東経114.1813239度
香港住宅委員会 (中国語: 香港房屋委員會, 英語: Hong Kong Housing Authority）は、1973年4月の住宅条例に伴って、香港特別行政区政府が設立した行政機関である。住宅を必要としている人々に質の高い生活環境を提供することを目的としており、実際の施行は香港政府の住宅局が行っている。「住宅所有計画」と呼ばれる香港における公営住宅の計画・建設・管理を担っている。
委員会の主席は運輸住宅省の長官の陳帆が兼任しており、残りの委員会メンバーは行政長官が任命する。住宅委員会が関わった住宅は、179の公営住宅、76万戸にも及び、200万人以上が居住している。

## 沿革

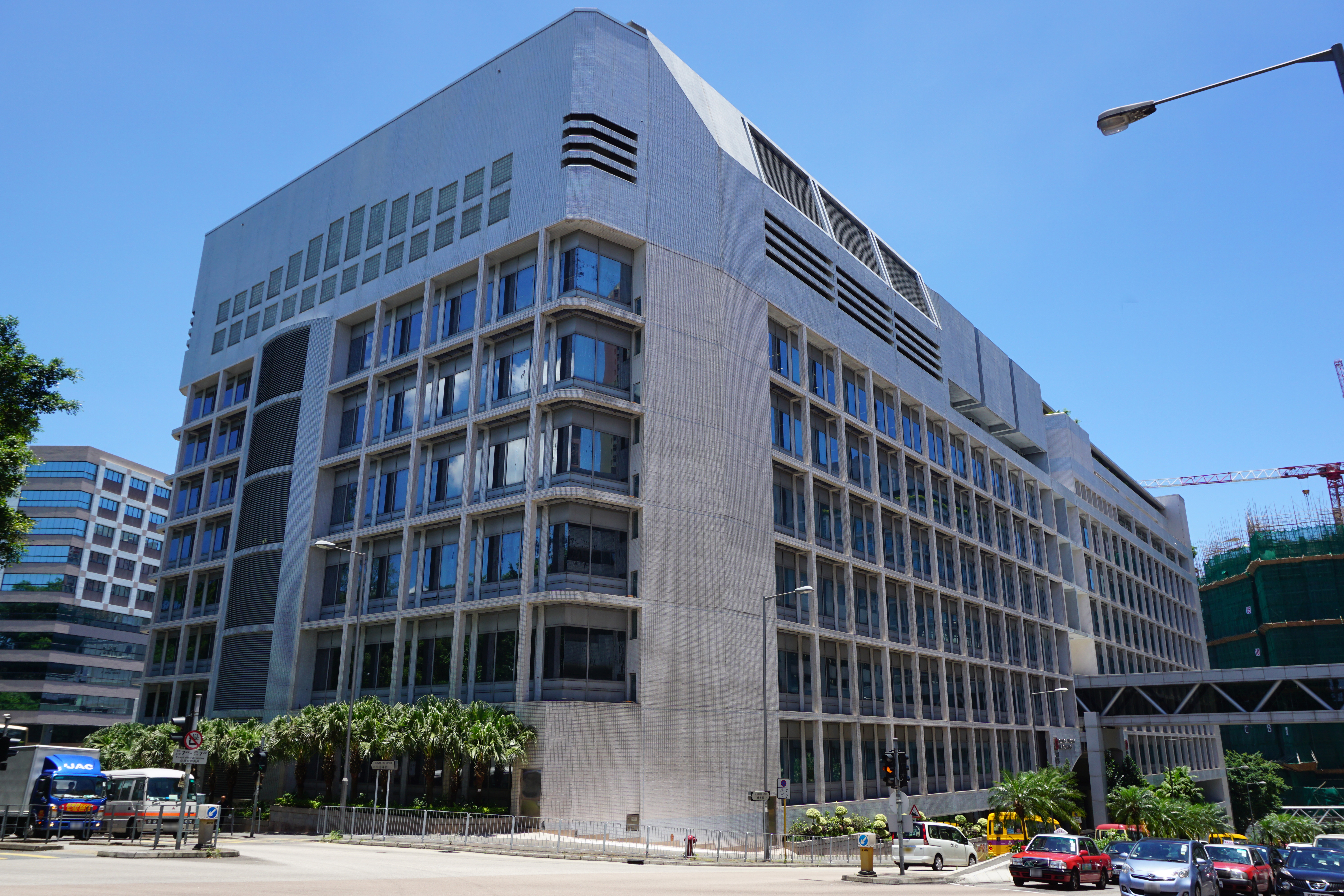
何文田の香港都会大学付近にある住宅委員会本部

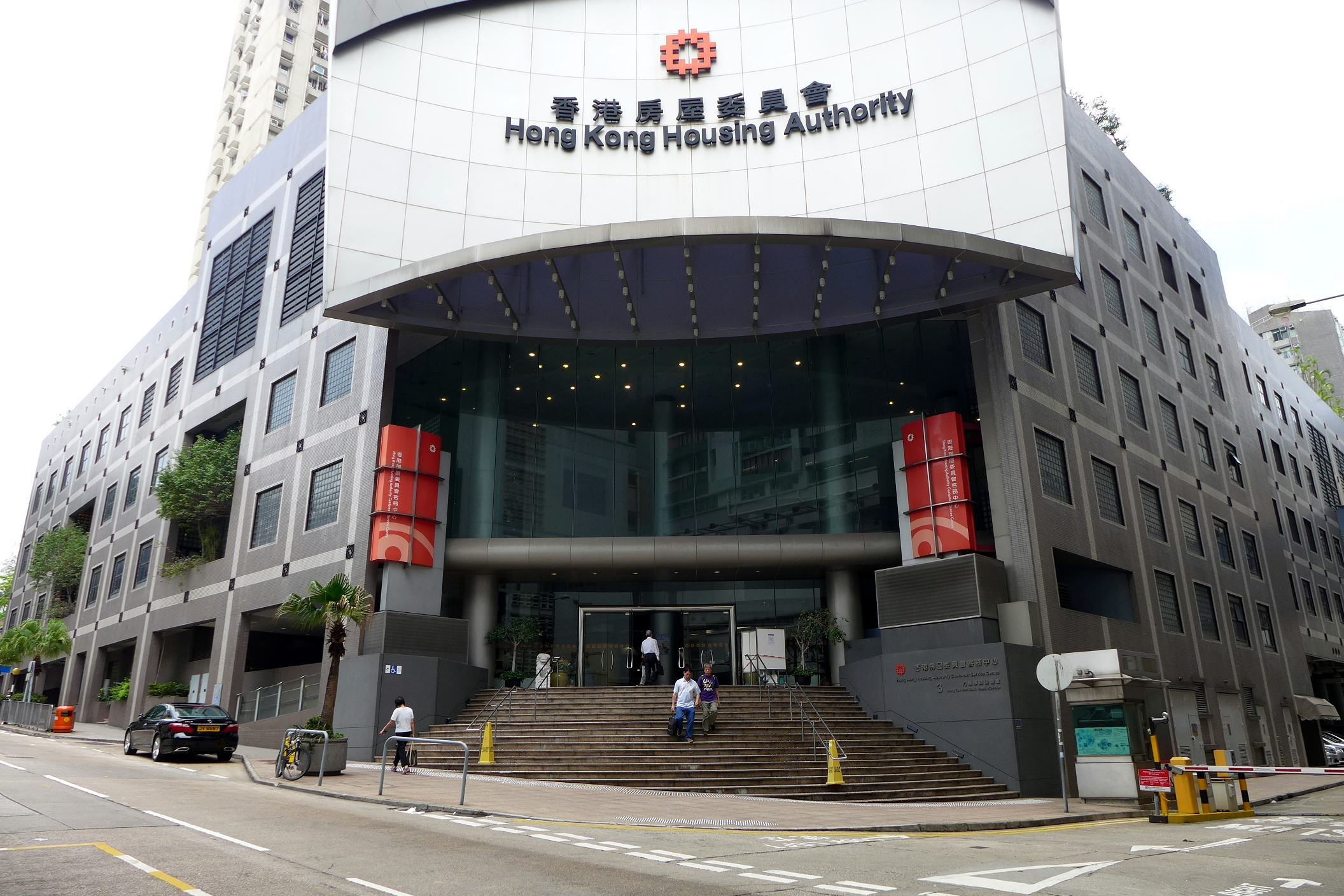
楽富にあるカスタマーサービスセンター

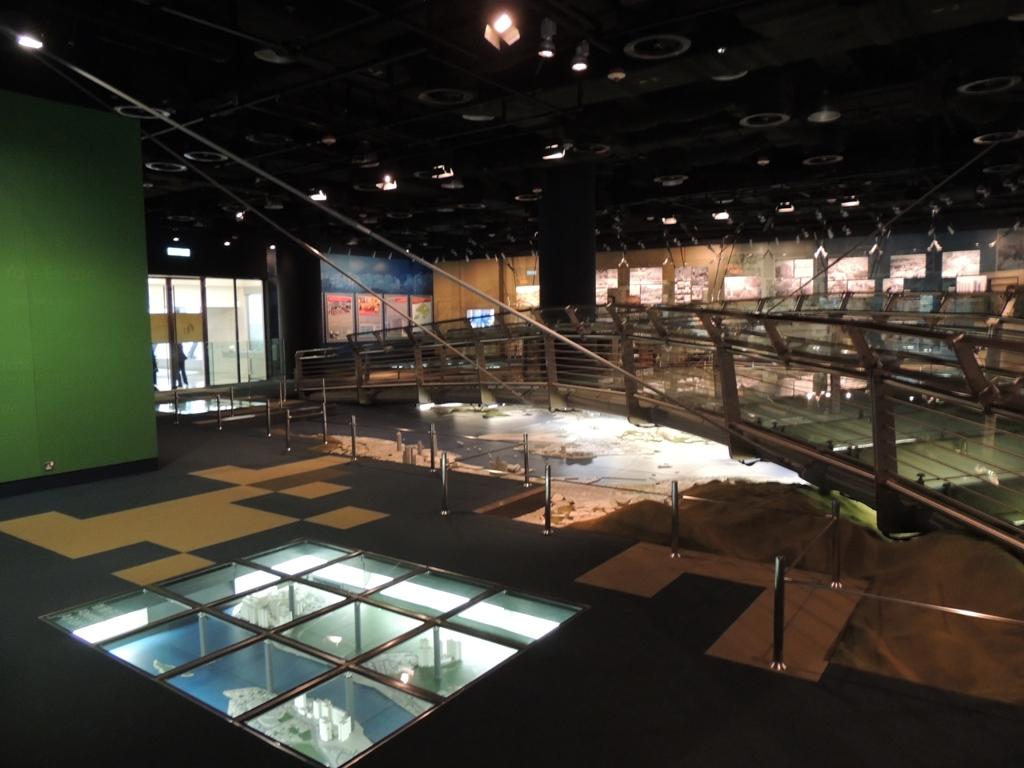
何文田本部の展示施設

1973年、当時の香港総督であったクロフォード・マレー・マクレホースの「十年住宅建設計画」を後押しするため、民選議会市政局の香港住宅建設委員会（香港屋宇建設委員會）が再編されるかたちで設立された。ただし、英名は「Hong Kong Housing Authority」のまま変わっていない。このとき、移住事務局と都市サービス署の住宅建設科が住宅局に統合された。また、政府所有の17の廉租屋（低家賃住宅）、香港住宅建設委員会所有の10の廉租屋と移住区が公共住宅として引き継がれた。1978年には、中流階級に向けた持ち家を提供するため、「住宅所有計画（居者有其屋計劃、HOS、居屋）」がスタートする。
2000年、沙田の圓洲角にある愉翠苑のD棟、E棟で使用されていた杭が、仕様を満たさない短い杭であったことが判明したため、安全上の理由から解体されるというスキャンダルがあった。同様の問題は元朗の天水囲にある天頌苑でも発覚し、こちらは改修工事を施し、10年間の構造メンテナンスを行うことが約束された。元朗の問題の物件は2007年から2013年にかけて販売されたが、この際には住民に安心してもらうため、さらに10年のメンテナンス保証がなされた。
天頌苑の問題で、廉政公署は7人を訴え、2003年の裁判の結果、品質管理エンジニアとアシスタントのエンジニアリングスーパーバイザーの2人が詐欺で有罪判決を受け、懲役7年を言い渡された。2人は上訴し、最高裁判所では有罪を認めたうえで、最終的には懲役4年8ヶ月が確定した。杭の問題は十年住宅建設計画はじまって以来のスキャンダルとなったが、当時の担当者は現在も住宅計画に関わっているとされる。
住宅委員会は、公営住宅のほかに、中転房屋（中轉房屋、臨時房屋）と呼ばれる仮設住宅や政府所有の高層工場ビル（「#工場ビル」参照）の管理も行っている。しかし、近年香港政府は、建築設計、工学、数量計算、情報技術システム、資産管理などの分野でアウトソーシングの利用を積極的に行っており、これにより多くの公営住宅の資産管理は民間のマネジメント企業や香港住宅協会に引き継がれている。例外として、賃貸管理は住宅委員会が担っている。
2005年以降、住宅委員会は住宅に併設されるショッピングモール、市場、駐車場などの施設の大部分を、リンク不動産投資信託基金に売却した。しかし、その後、リンクが大幅に賃料を上げたため住民の怒りを買い、結果として住宅委員会は、新しく完成した住宅を売却する計画を取りやめた。

## 管理物件
元住宅建設委員会所有
| - 北角邨（撤去） - 蘇屋邨（再建） - 西環邨 - 彩虹邨 - 坪石邨 | - 華富邨 - 愛民邨 - 馬頭囲邨 - 福来邨 - 和楽邨 |

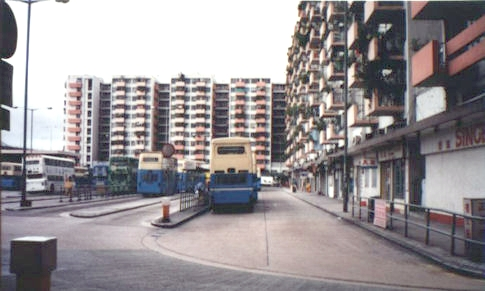
北角邨
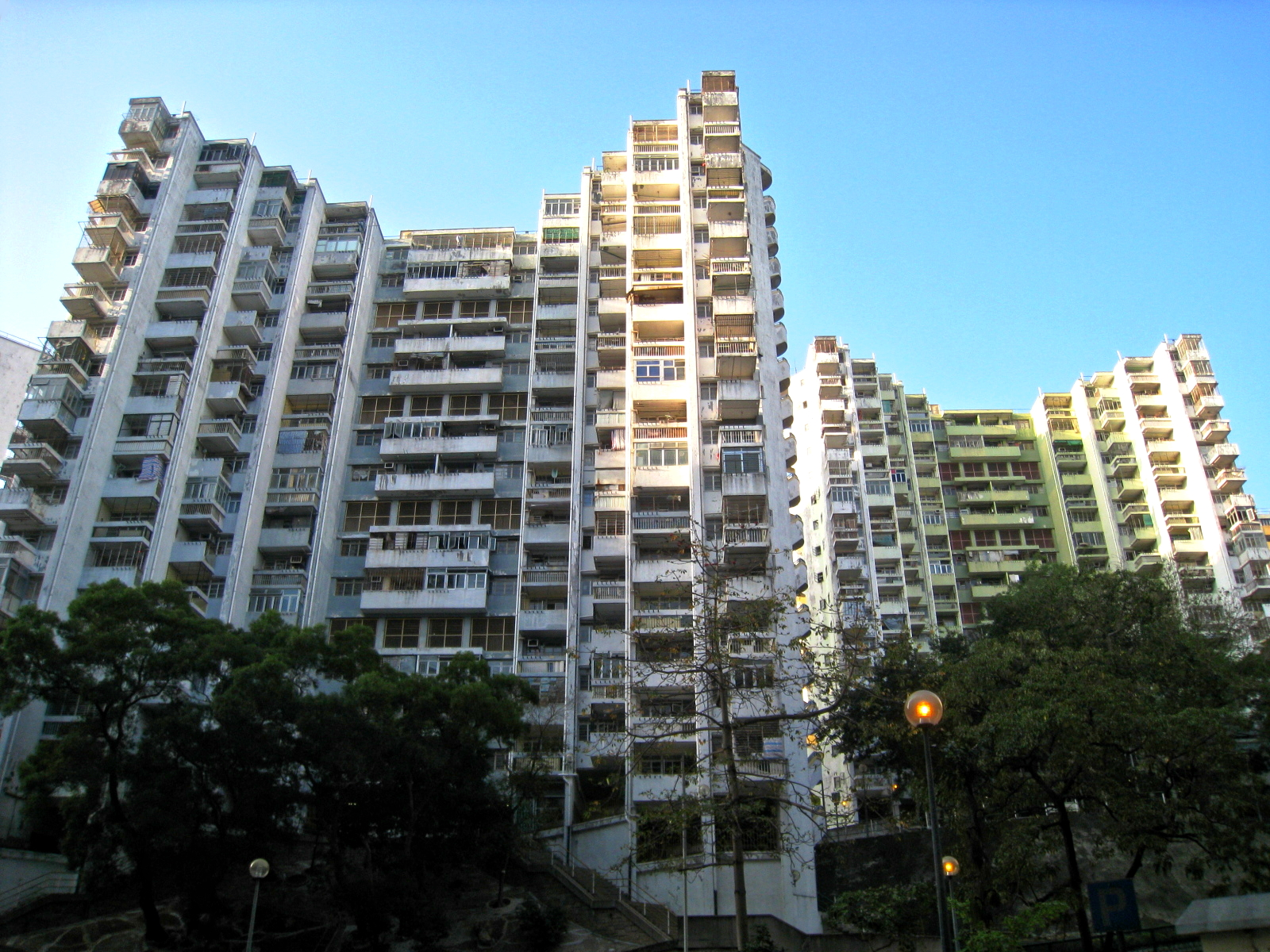
蘇屋邨
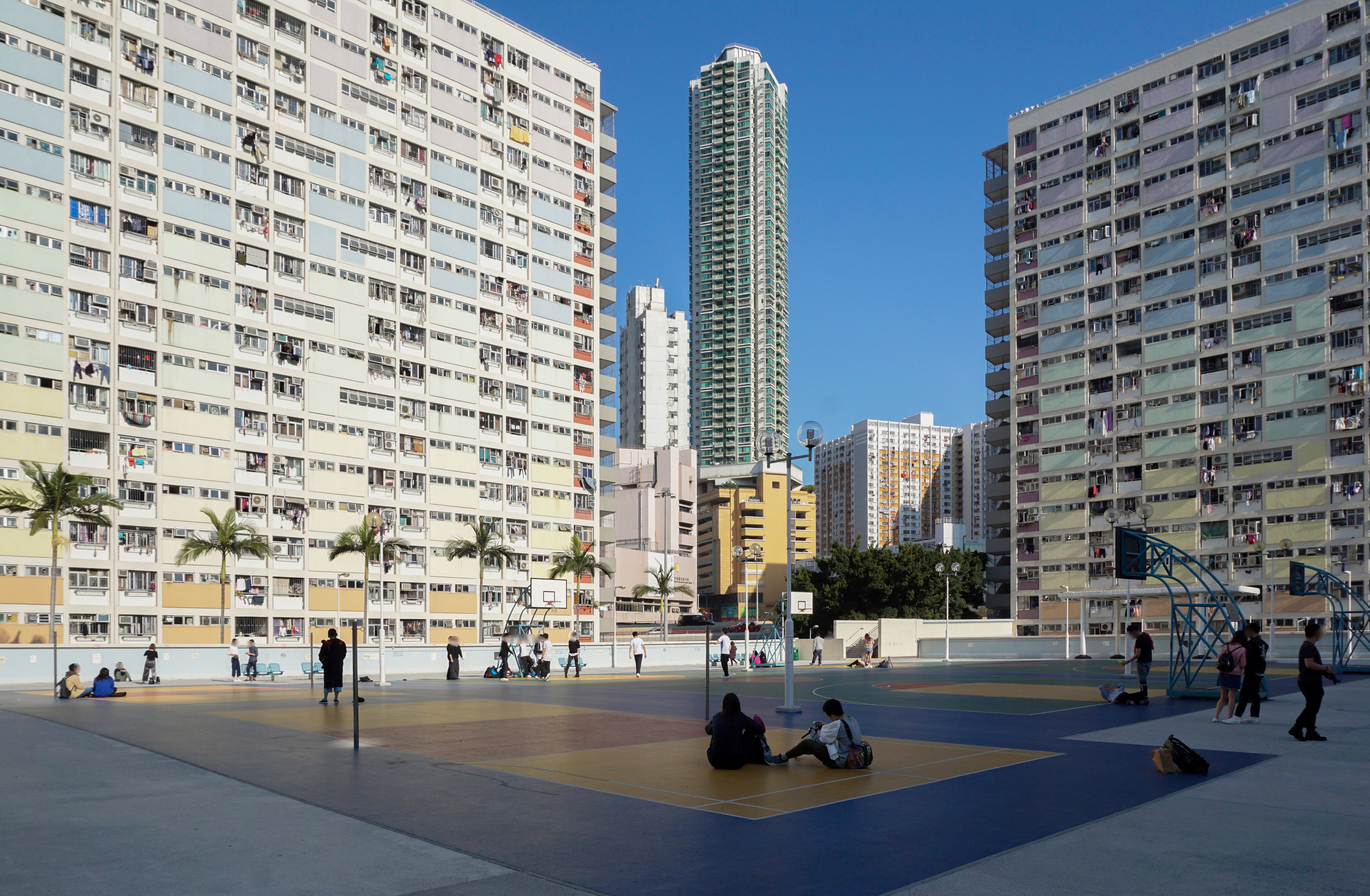
彩虹邨
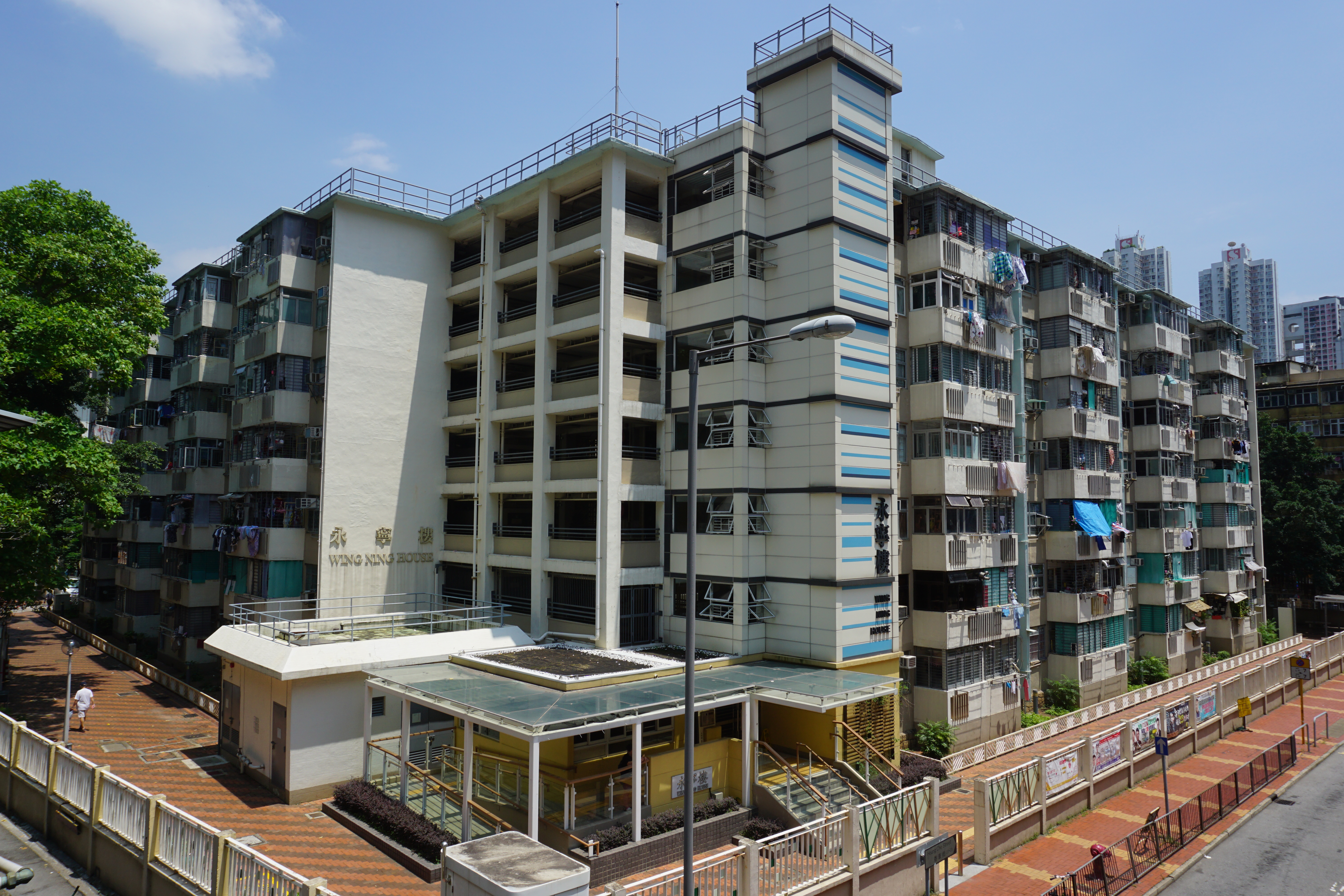
福来邨

元香港モデルハウス協会所有
- 模範邨

元政府所有廉租屋
| - 観塘（鯉魚門道）邨（再建、現・鯉安苑） - 黄大仙上邨（再建） - 石硤尾邨（再建） - 山谷道邨（撤去、現・何文田駅など） - 牛頭角上邨（再建） - 沙田坳邨（再建） - 黄竹坑邨（撤去、現・黄竹坑駅/車庫） - 石蔭邨（再建） - 元州邨（再建） | - 葵興邨（再建） - 梨木樹邨（再建） - 高超道邨（再建、現・高怡邨/高俊苑/高翔苑） - 葵芳邨（再建） - 葵盛東邨（再建、一部現・葵連邨） - 何文田邨（再建） - 白田邨（再建） - 長沙湾邨（撤去、現・麗翠苑） |

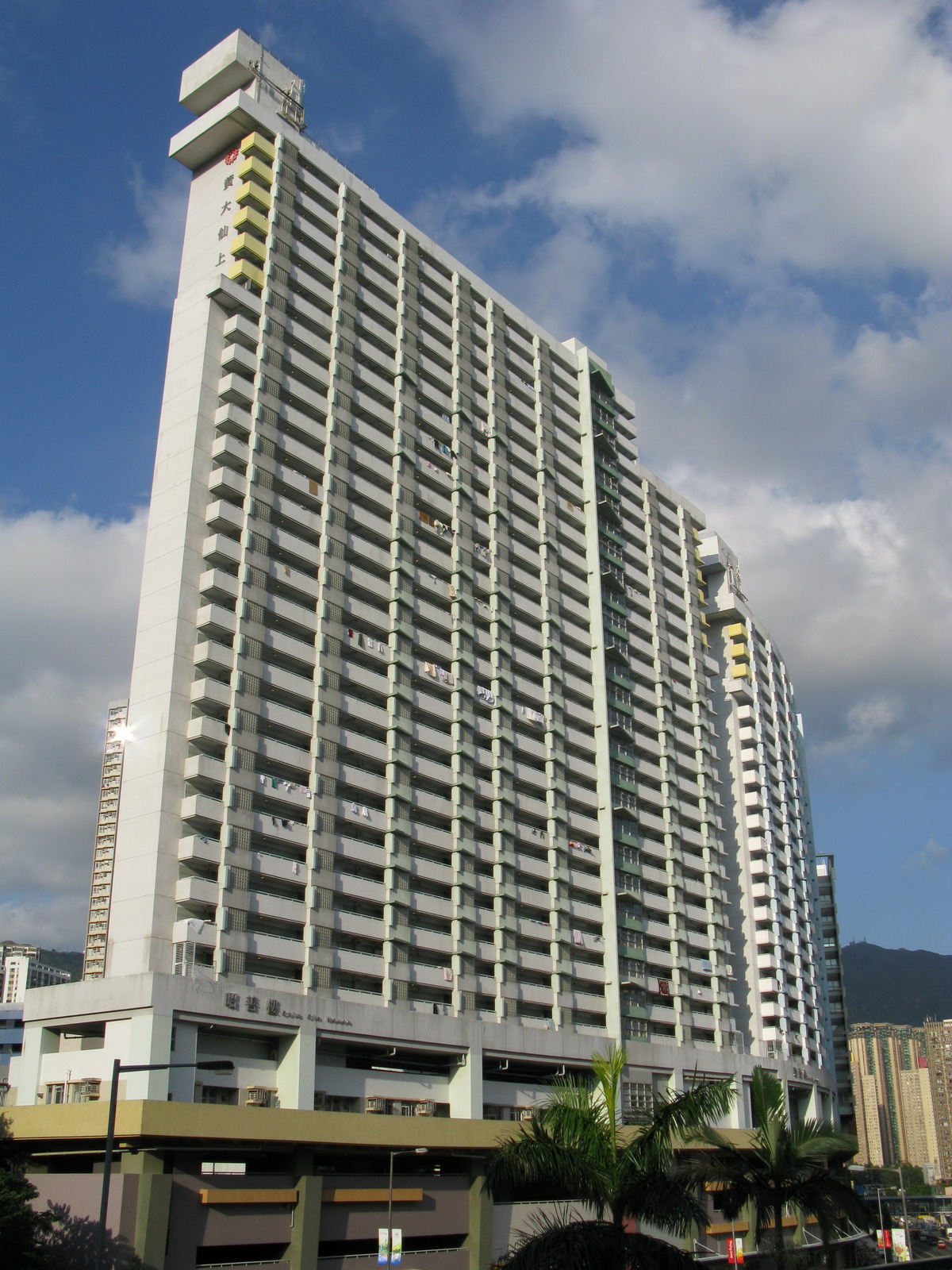
黄大仙上邨
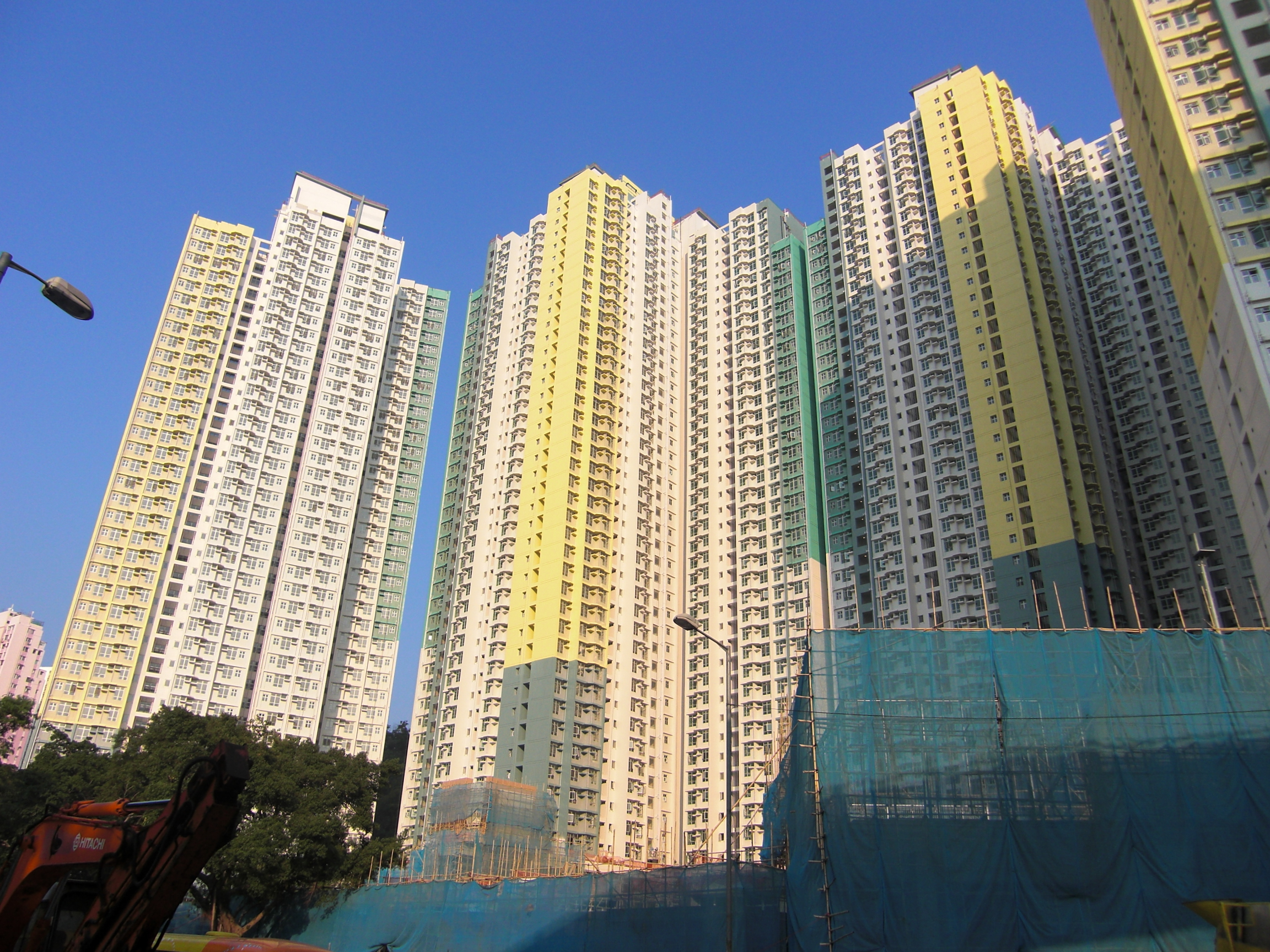
牛頭角上邨
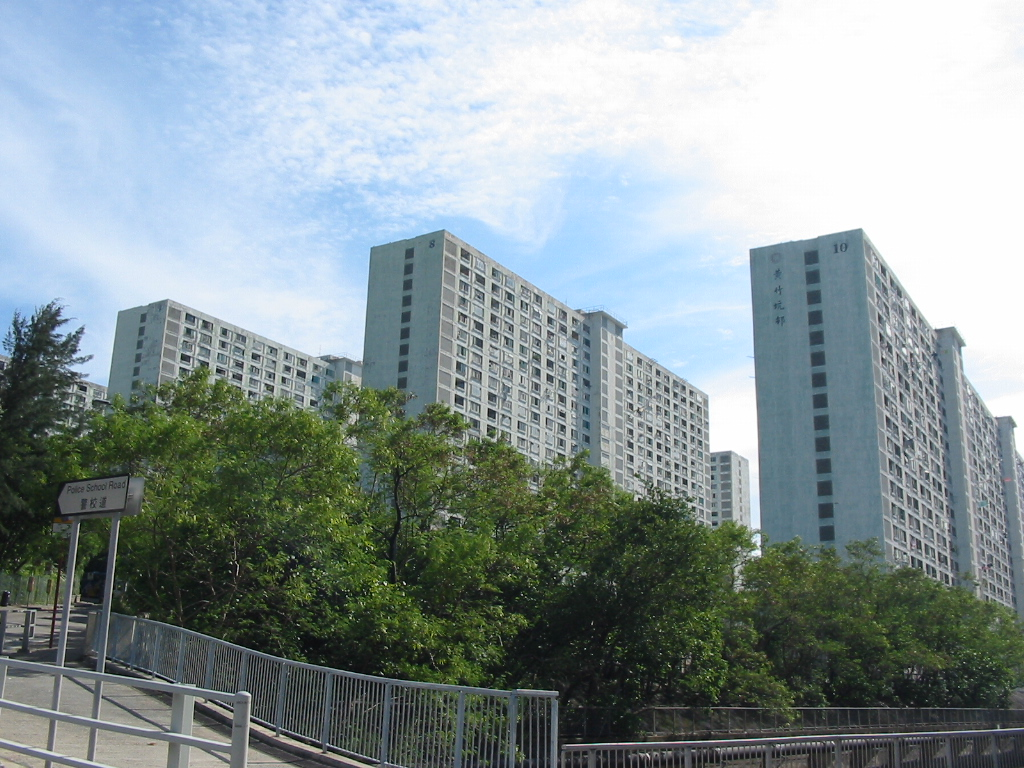
黄竹坑邨
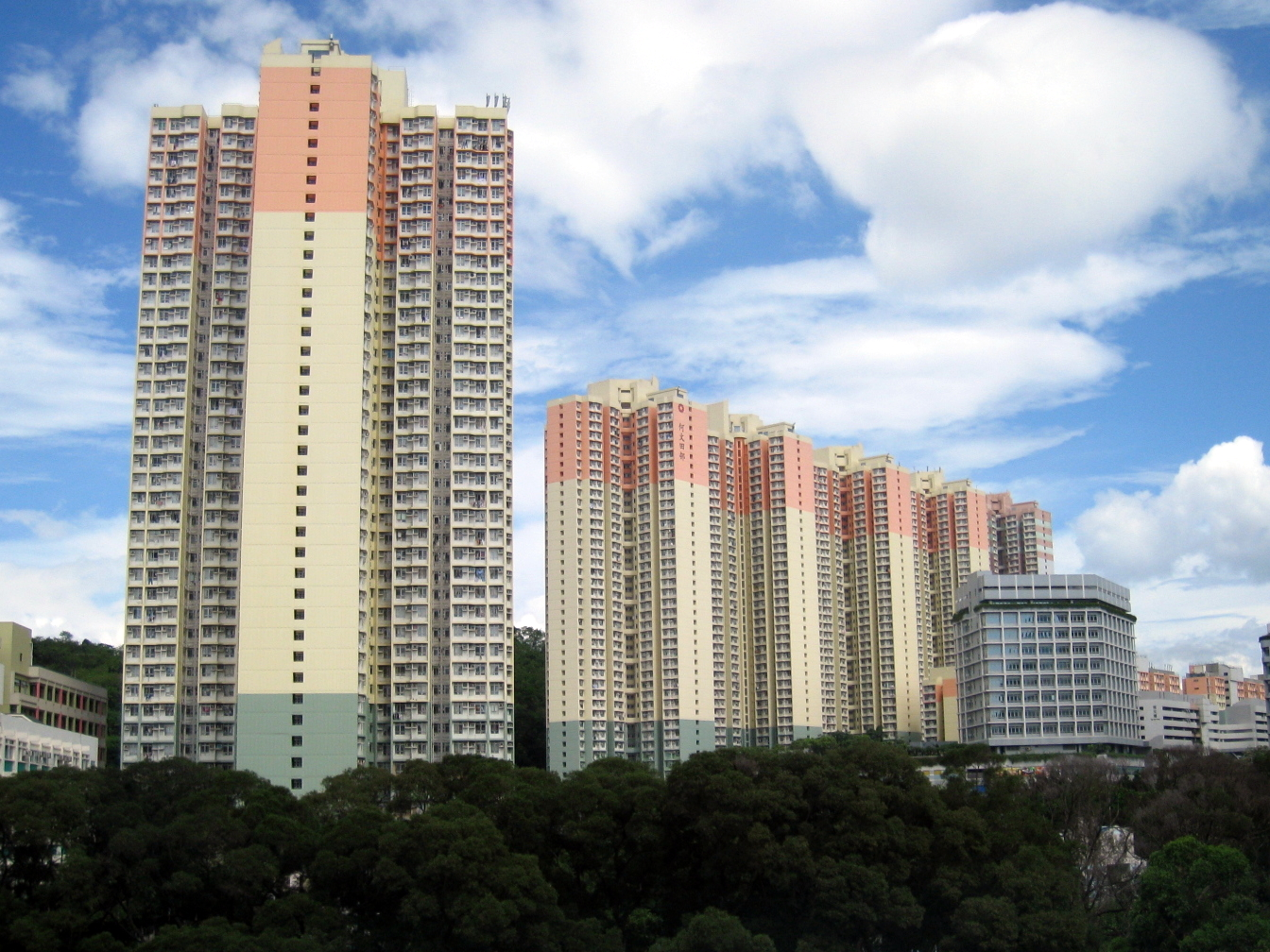
何文田邨

元・移住事務局所有
| - 石硤尾邨（再建） - 横頭磡邨（再建） - 柴湾邨（再建、一部現・環翠邨/楽軒臺） - 大坑東邨（再建） - 楽富邨（再建） - 東頭邨（再建、一部現・東匯邨） - 黄大仙下邨（再建） - 牛頭角下邨（再建） - 油塘邨（再建、一部現・油麗邨など） - 藍田邨（再建、一部現・平田邨など） - 慈雲山邨（再建、一部現・慈楽邨など） - 観塘（翠屏道）邨（再建、一部現・翠屏邨/宝珮苑） - 秀茂坪邨（再建） | - 田湾邨（再建） - 石排湾邨（再建） - 李鄭屋邨（再建） - 興華（一）邨（再建） - 白田邨（一部撤去、一部再建） - 紅磡邨（再建） - 葵涌邨（再建） - 大窩口邨（再建） - 石籬邨（再建予定） - 新発邨（撤去、現・屯門駅など） - 佐敦谷邨（撤去、現・佐敦谷泳池など） - 元朗邨（撤去、現・朗晴邨/世宙（建設予定）） |

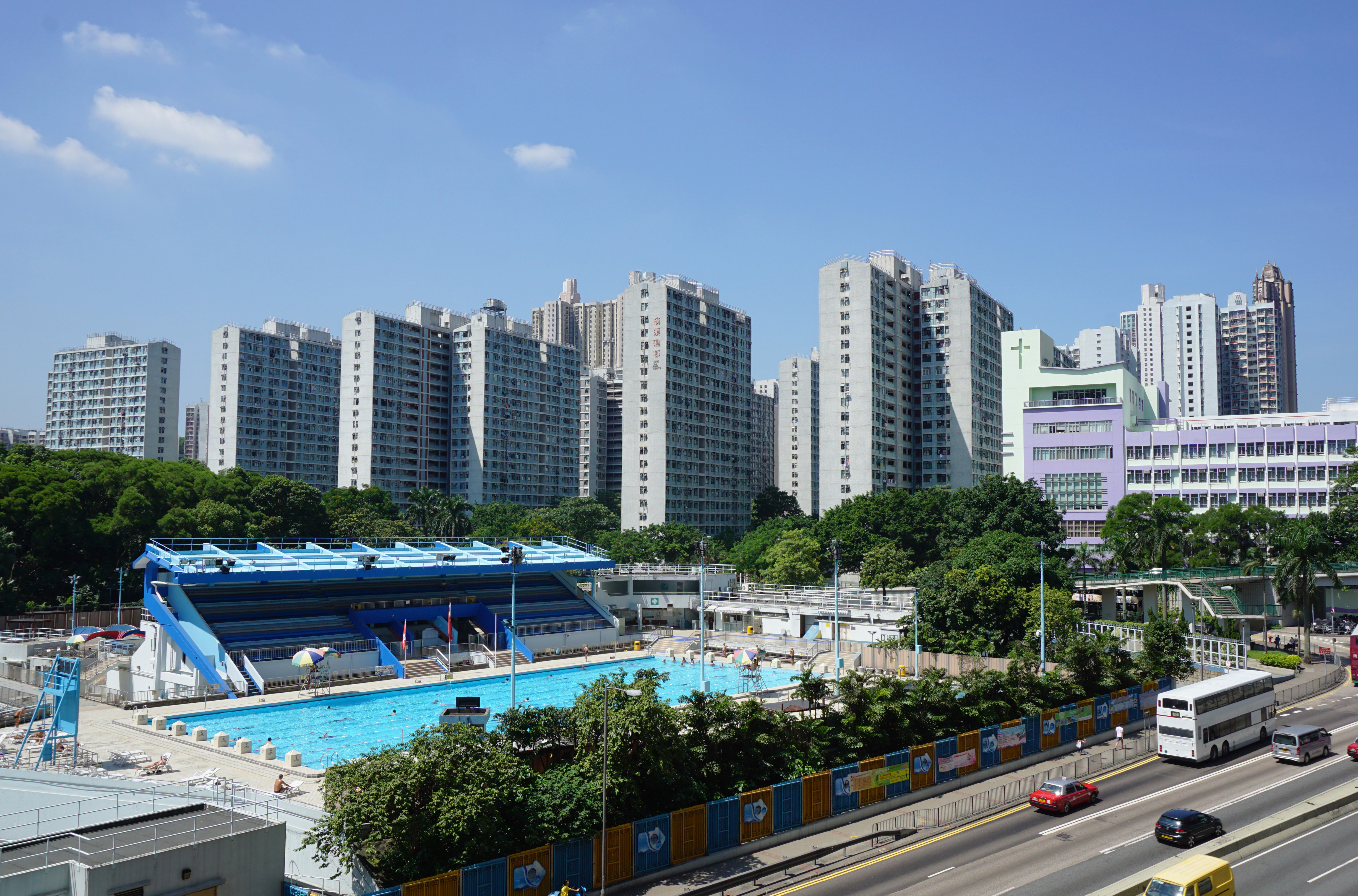
横頭磡邨
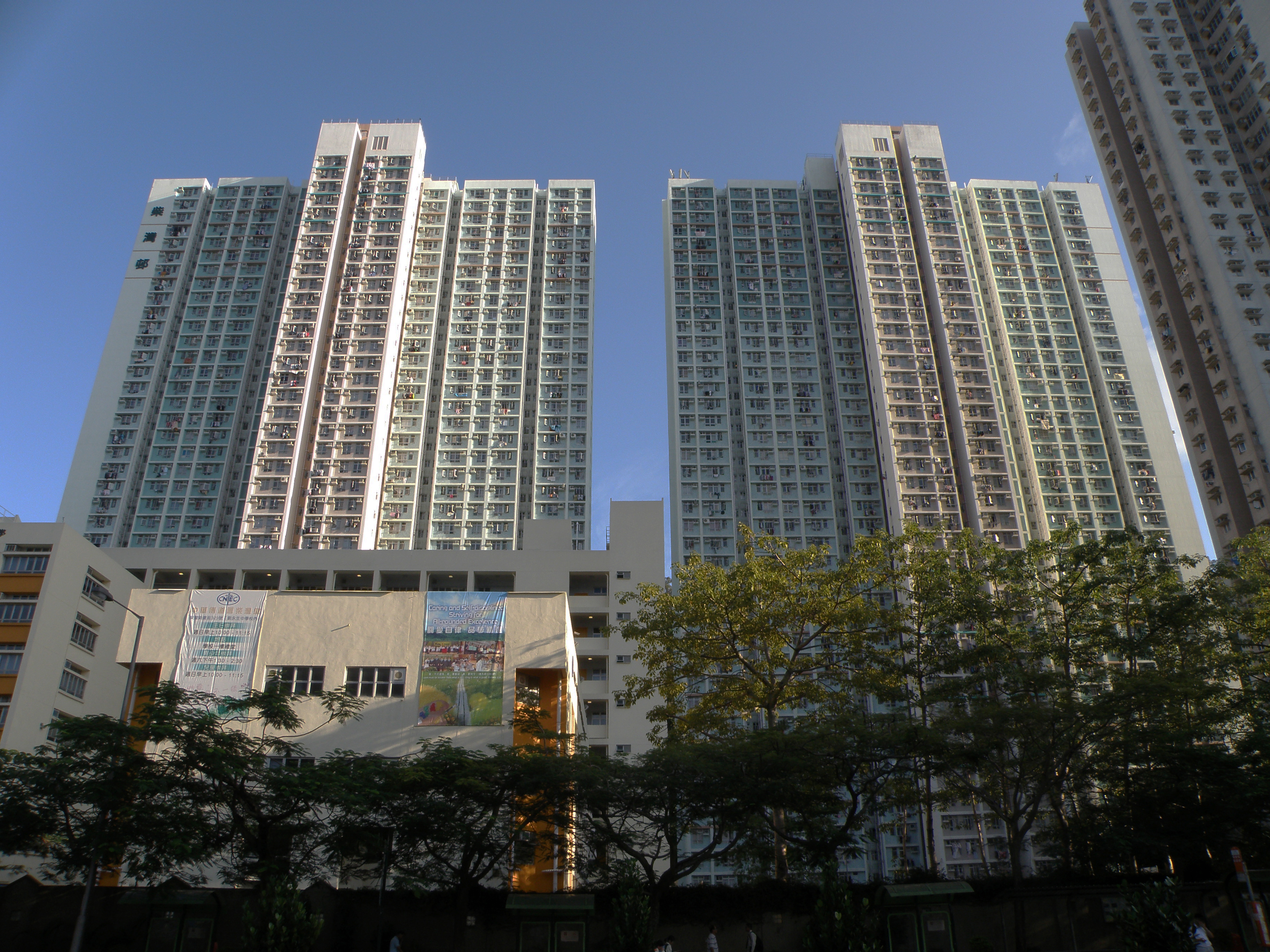
柴湾邨
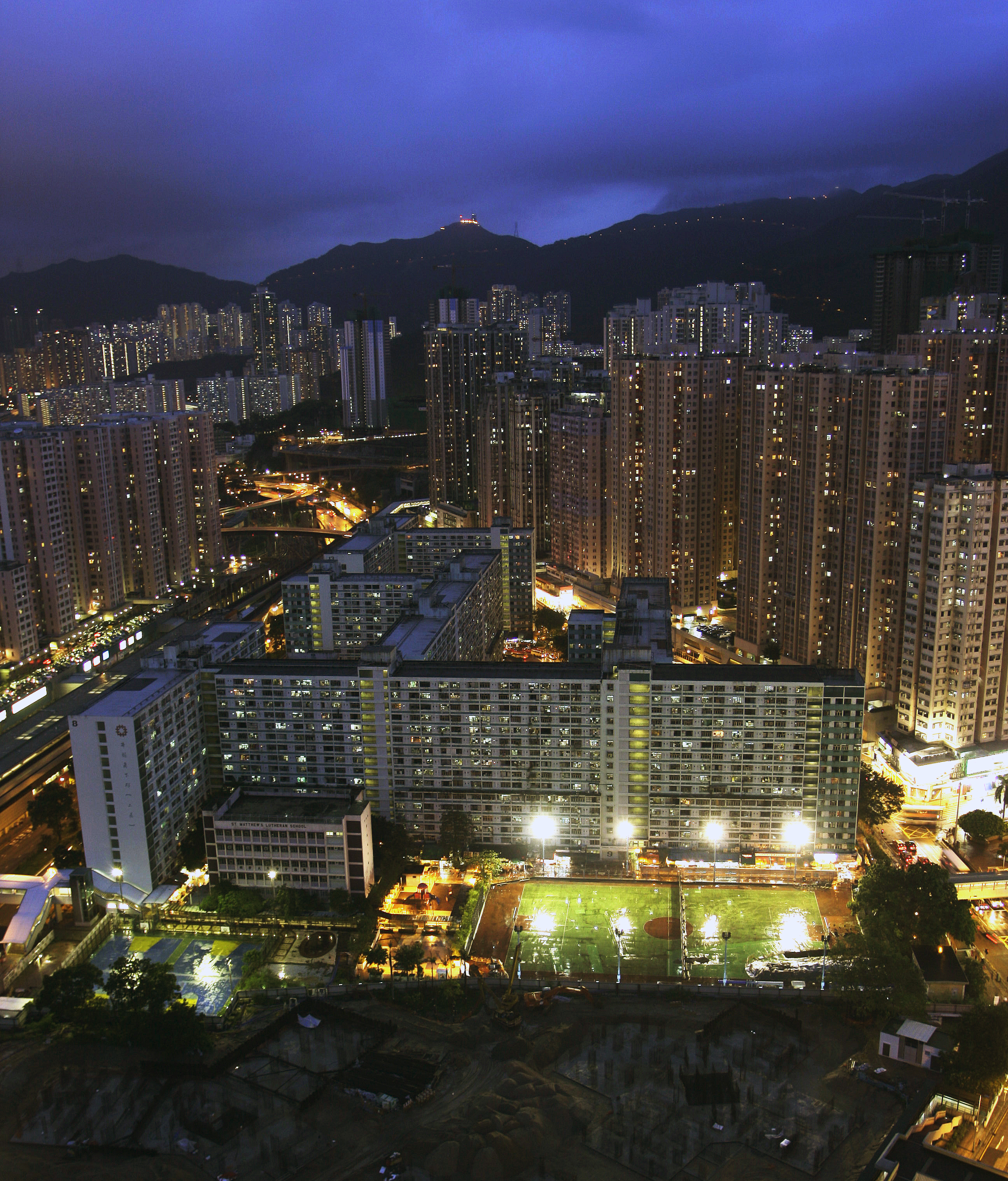
牛頭角下邨
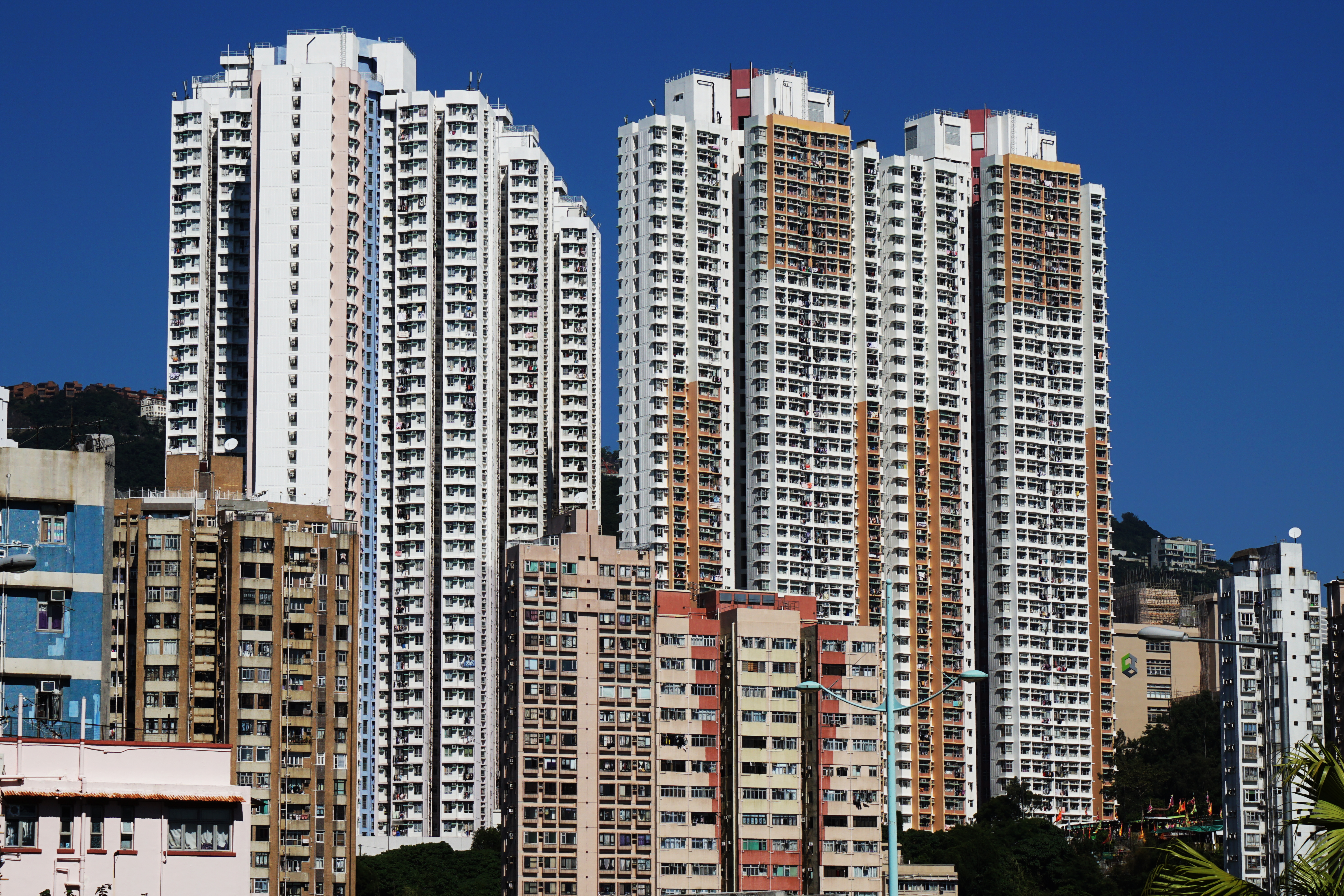
石排湾邨

住宅委員会所有公営住宅
住宅所有計画住宅
住宅委員会所有中転房屋

## 工場ビル
住宅委員会が設立される以前、移住事務局は住宅だけでなく、自然災害や政府の土地収容の影響を受けた家庭工場や小規模工場を対象とした工業ビルを建設した。最初の移転工場ビルは、長沙湾工場ビル（長沙灣工廠大廈）1号棟であり、1957年10月に完成した。以降、柴湾、佐敦谷、大窩口、新蒲崗、観塘、元朗、葵涌にも同様の工場ビルが建設された。建物の設計は「H型」「I型」の2種類があり、すべて7階建てである。「H型」は第一型仮設住宅と同じ形をしており、2つのウイングの中央に公共トイレや浴室を備えている。一方「I型」は単独の建物で構成され、トイレはビルの両側に設置される。
1973年、もともと移住事務局の所有していた8棟の工場ビルを住宅委員会が引き継ぎ、1973年から1984年にかけてさらに9棟の工場ビルを建設した。新しいタイプの一部ビルは7階から最大20階まで階数を増やしており、これは地形に応じて変更されている。工場ビルの需要が低減すると、住宅委員会は新たな建設を中止し、一部の工場ビルを解体して住宅や学校、オフィスビル、娯楽施設につくり変えている。現在、移住事務局が建設した工場ビルとして残存しているのは、柴湾工場ビルのみである（改装済み）。
移住事務局方式の工場ビル
- 長沙湾工場ビル（2006年撤去、元州邨・学校に転用）
- 柴湾工場ビル（2012年9月閉鎖、華廈邨・華欣楼に改装）[12]
- 佐敦谷工場ビル（2005年撤去、公園に転用）
- 大窩口工場ビル（2007年4月閉鎖、2009年撤去、尚翠苑に転用）
- 新蒲崗工場ビル（2006年2月閉鎖、2007年撤去、景泰苑に転用）
- 観塘工場ビル（2008年9月閉鎖、2009年撤去、国際貿易センターに転用[13][14]）
- 元朗工場ビル（1996年撤去、鳳庭苑に転用）
- 葵涌工場ビル（2002年撤去、葵涌邨・百葵楼・合葵楼に転用）
- 九龍湾工場ビル（第二型設計、住宅委員会の建設、2009年閉鎖、2010年撤去[15][16]）
- 石硤尾工場ビル（住宅委員会の建設、賽馬会クリエイティブアートセンターに転用）
- 茘景邨工場ビル（住宅委員会の建設）

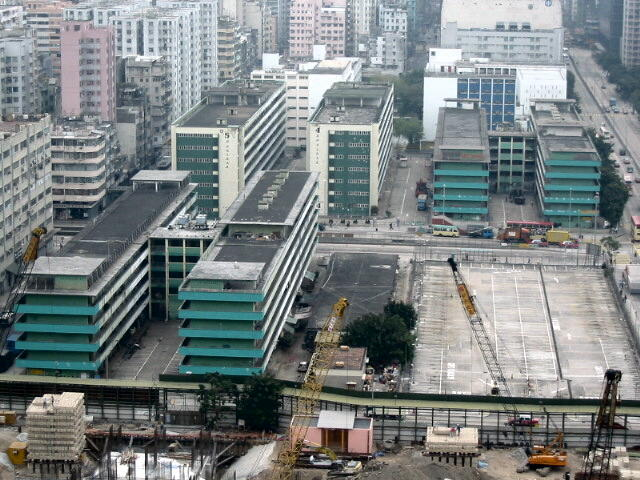
長沙湾工場ビル （撤去済み）
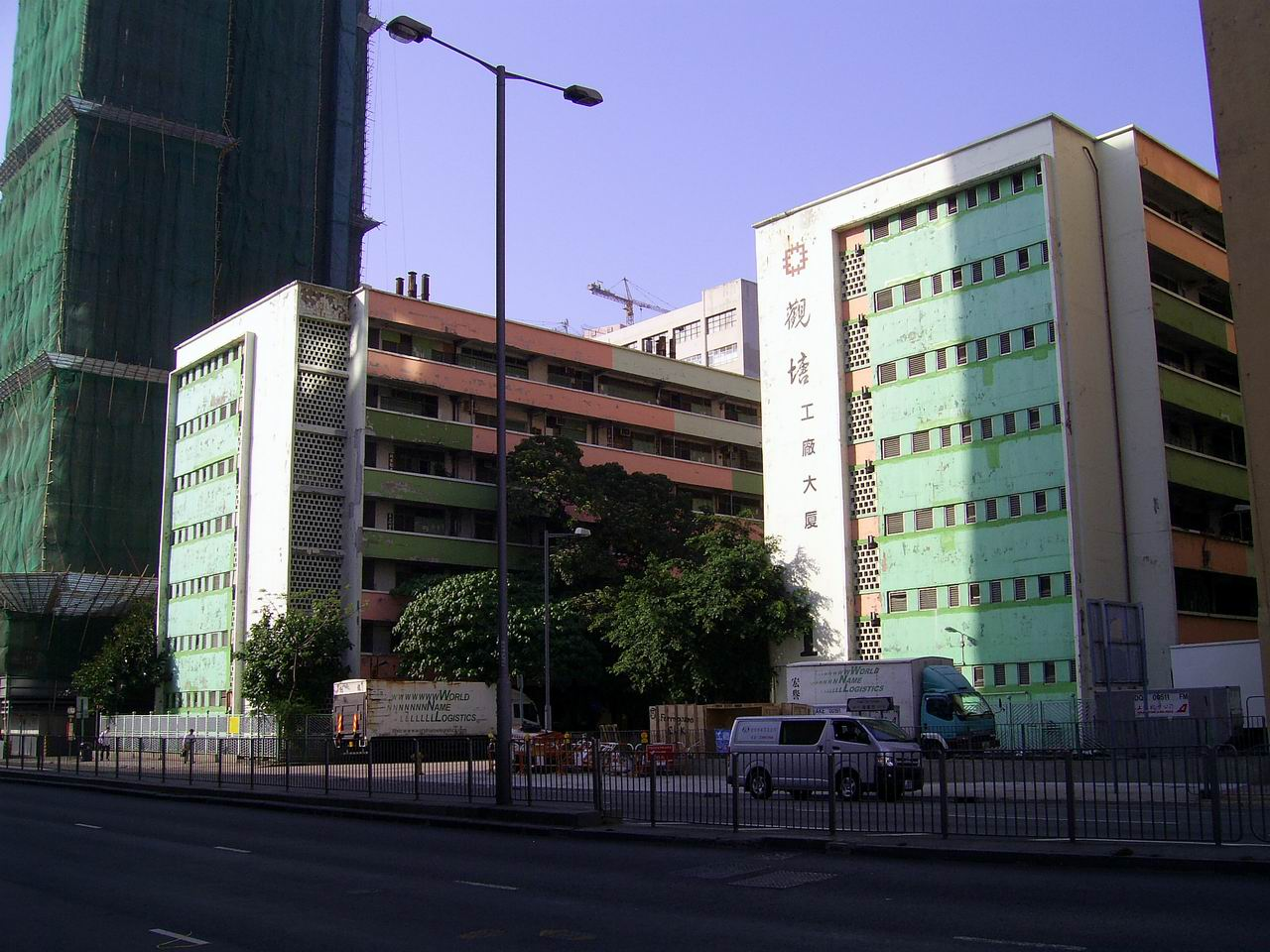
観塘工場ビル （撤去済み）
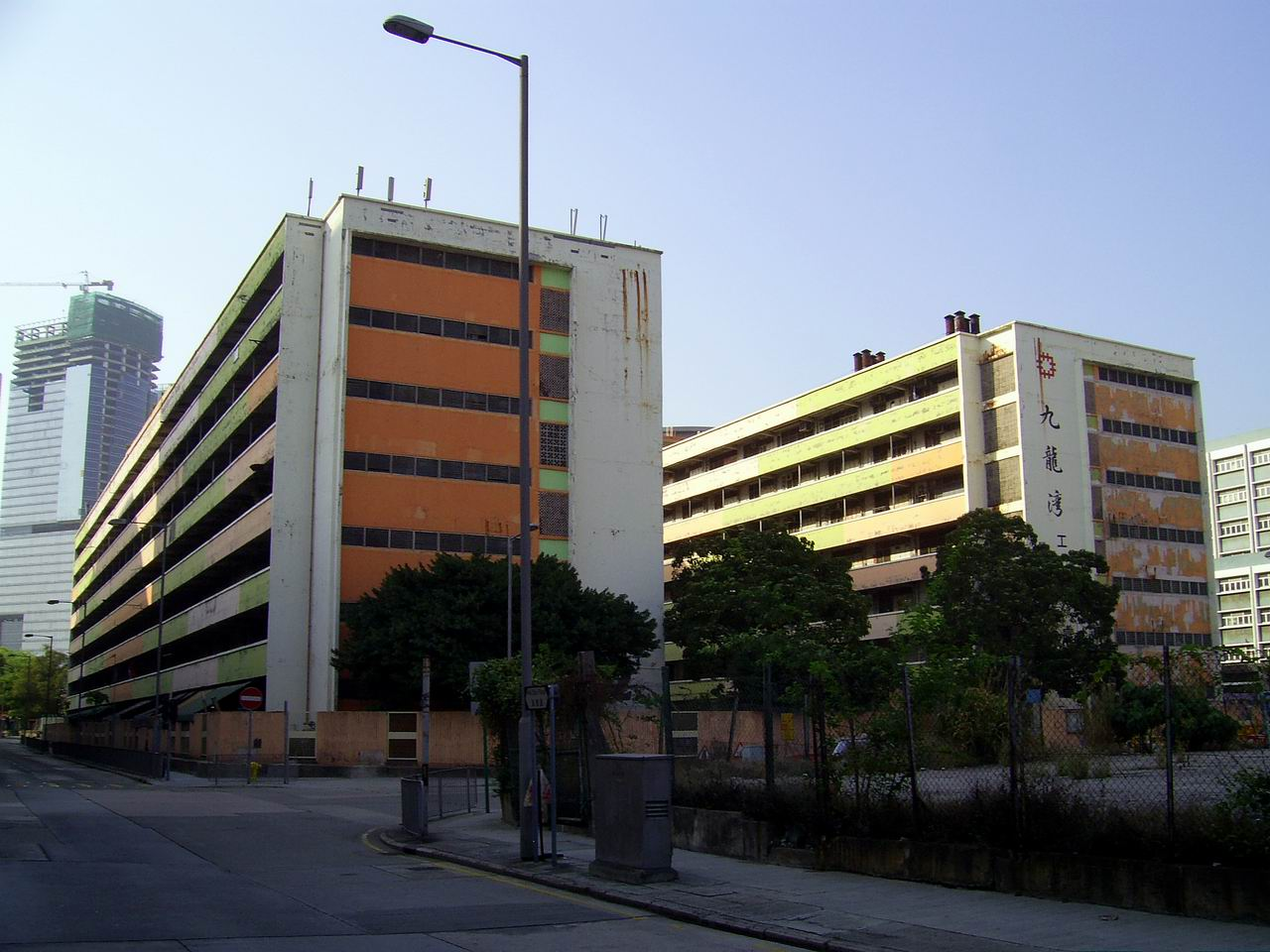
九龍湾工場ビル （撤去済み）
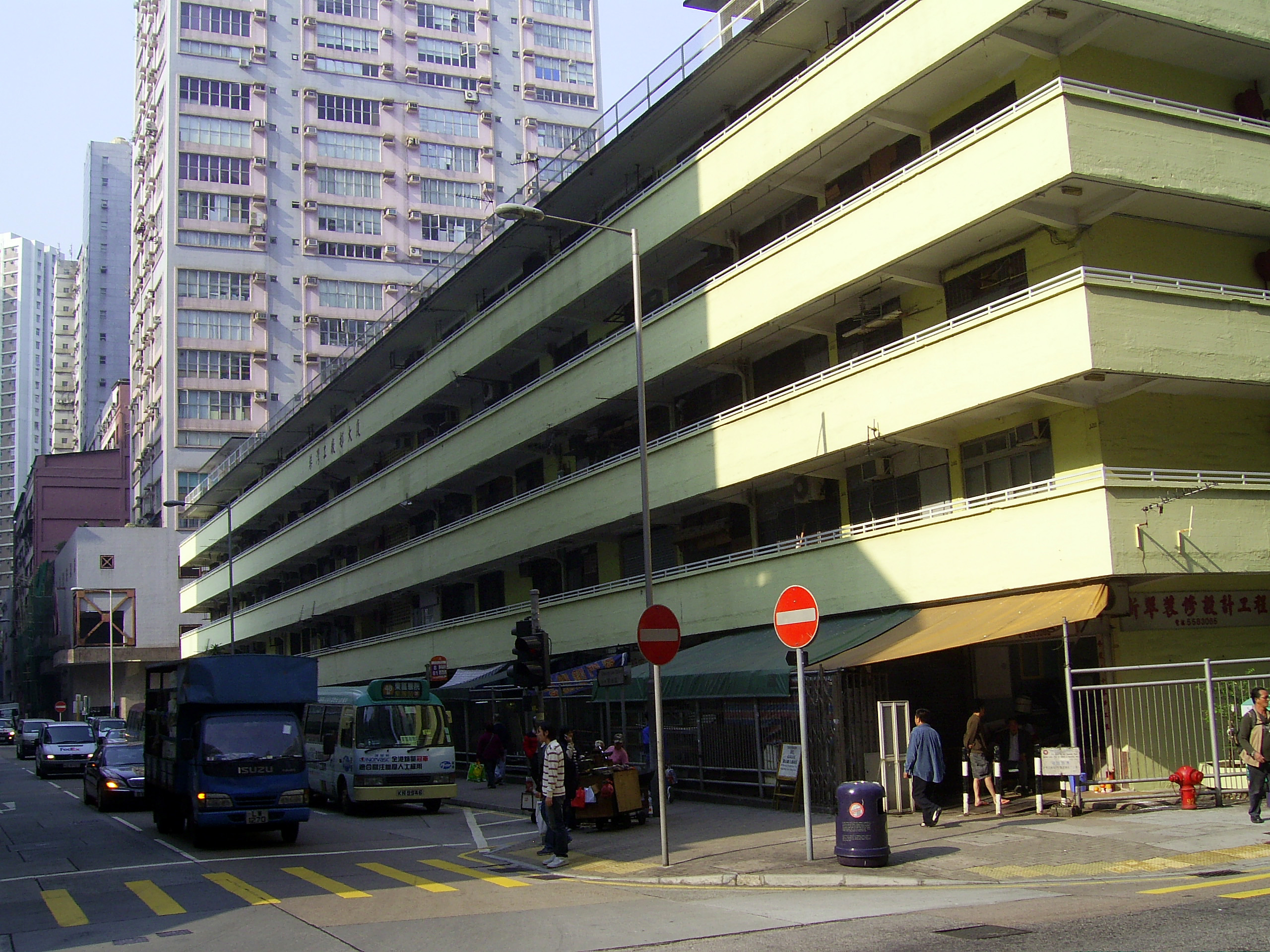
柴湾工場ビル

住宅委員会による新デザイン工場ビル
- 葵涌晋昇工場ビル（1982年7月完成）
- 葵涌葵安工場ビル（1979年11月完成）
- 長沙湾宏昌工場ビル（1984年11月完成）
- 屯門開泰工場ビル（1982年10月完成）
- 沙田火炭穗輝工場ビル（1982年9月完成）
- 九龍湾業安工場ビル（一号棟：1980年6月完成、二号棟：1981年4月完成）

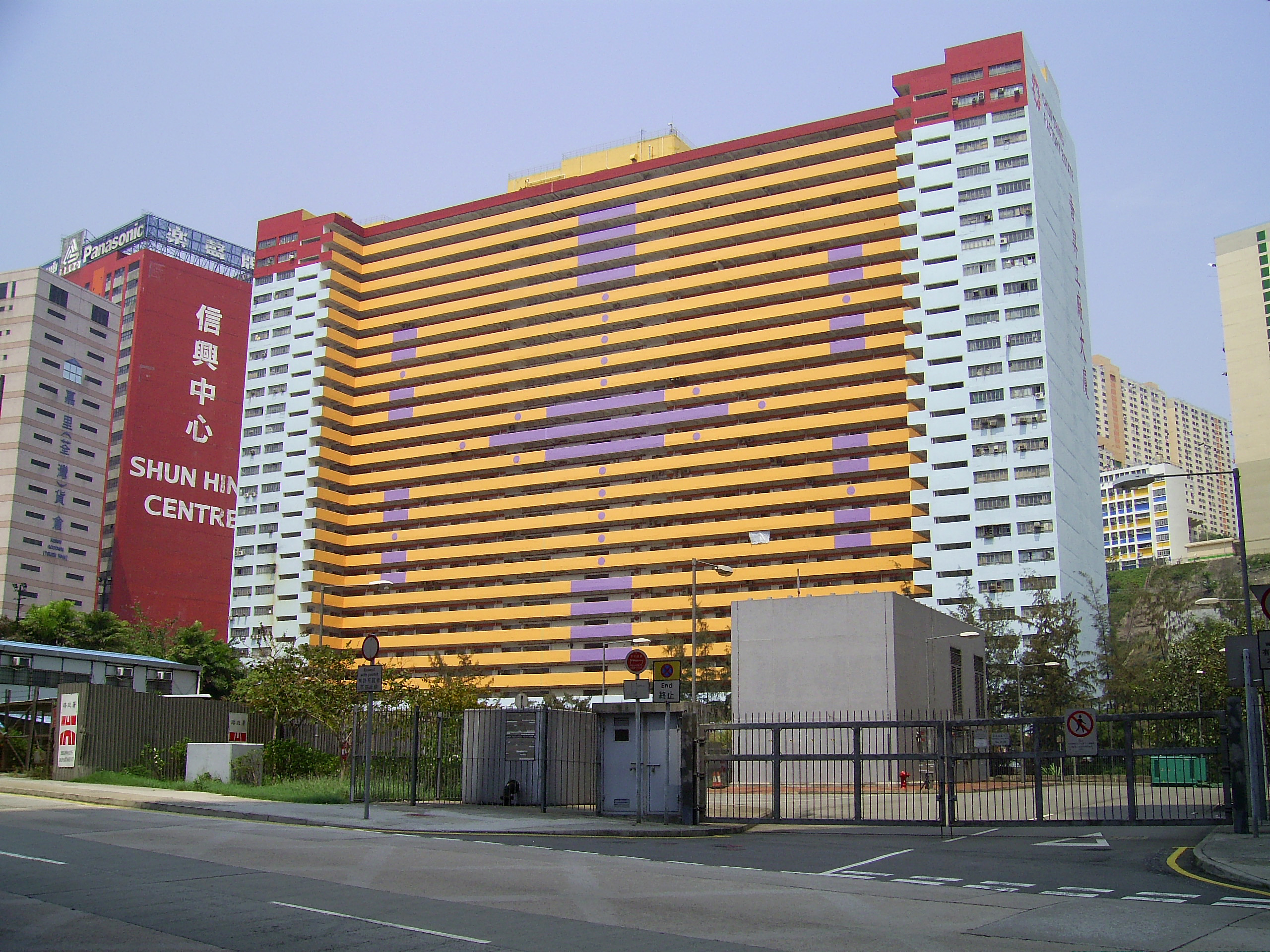
晋昇工場ビル
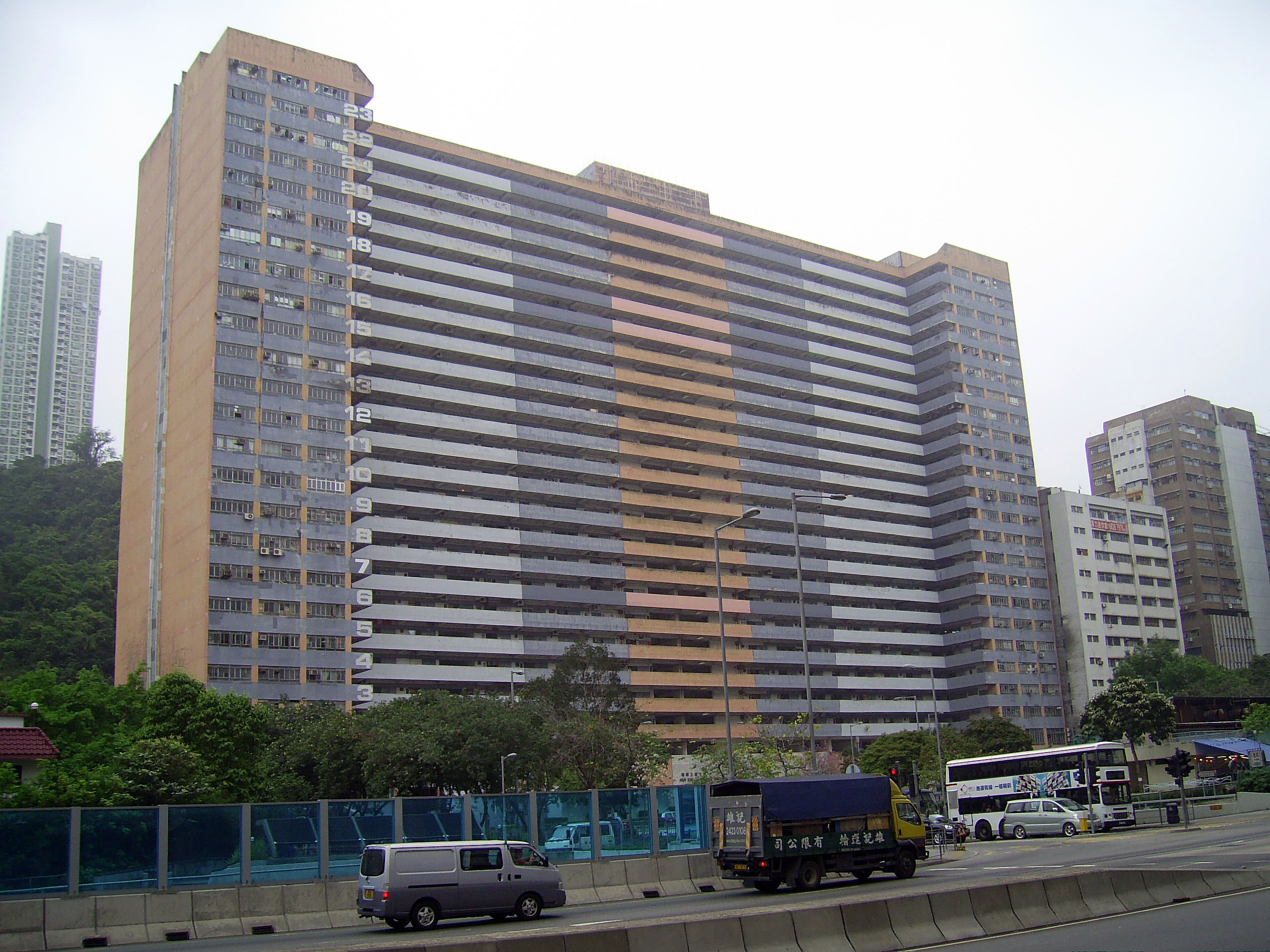
穗輝工場ビル
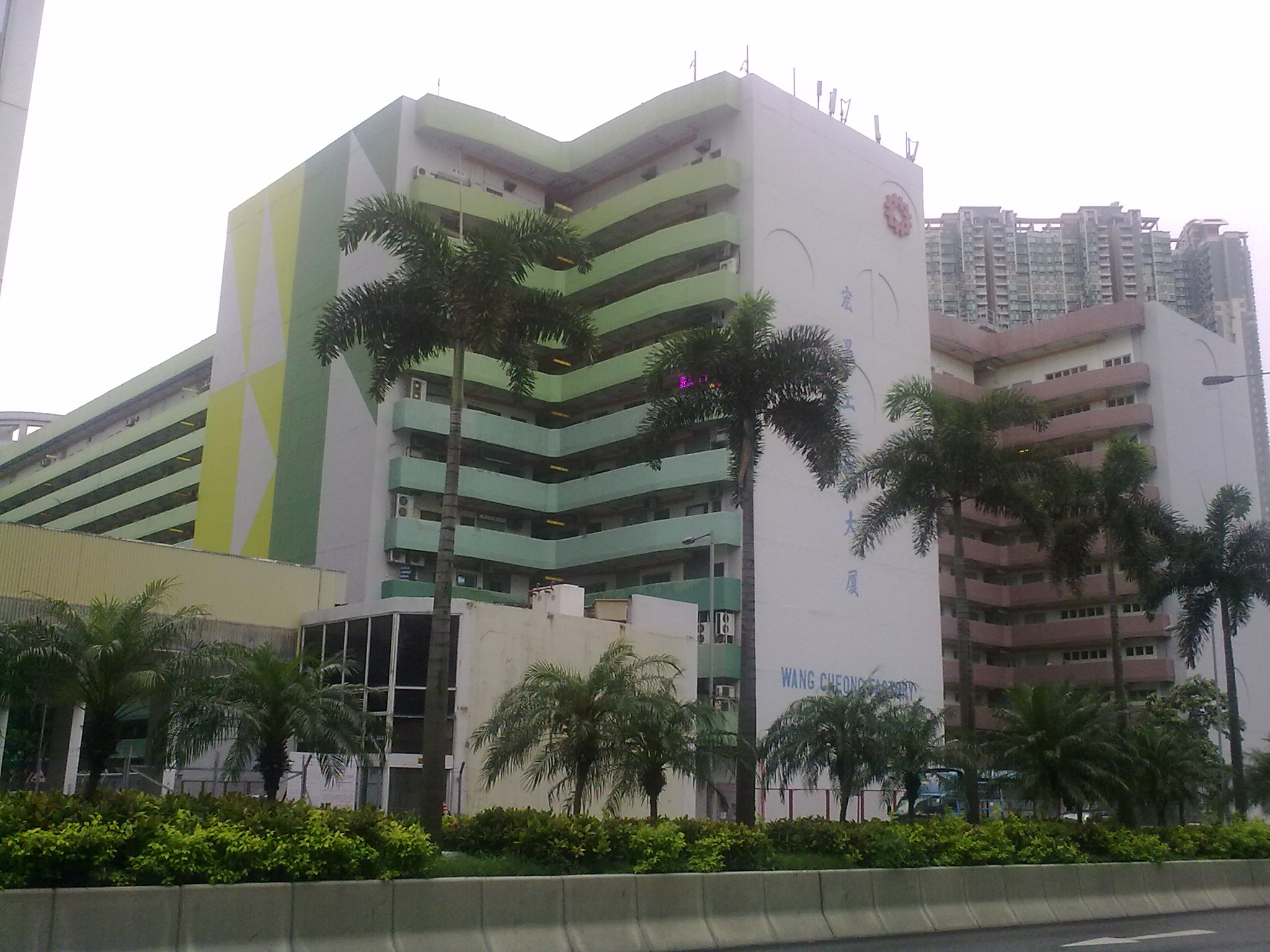
宏昌工場ビル
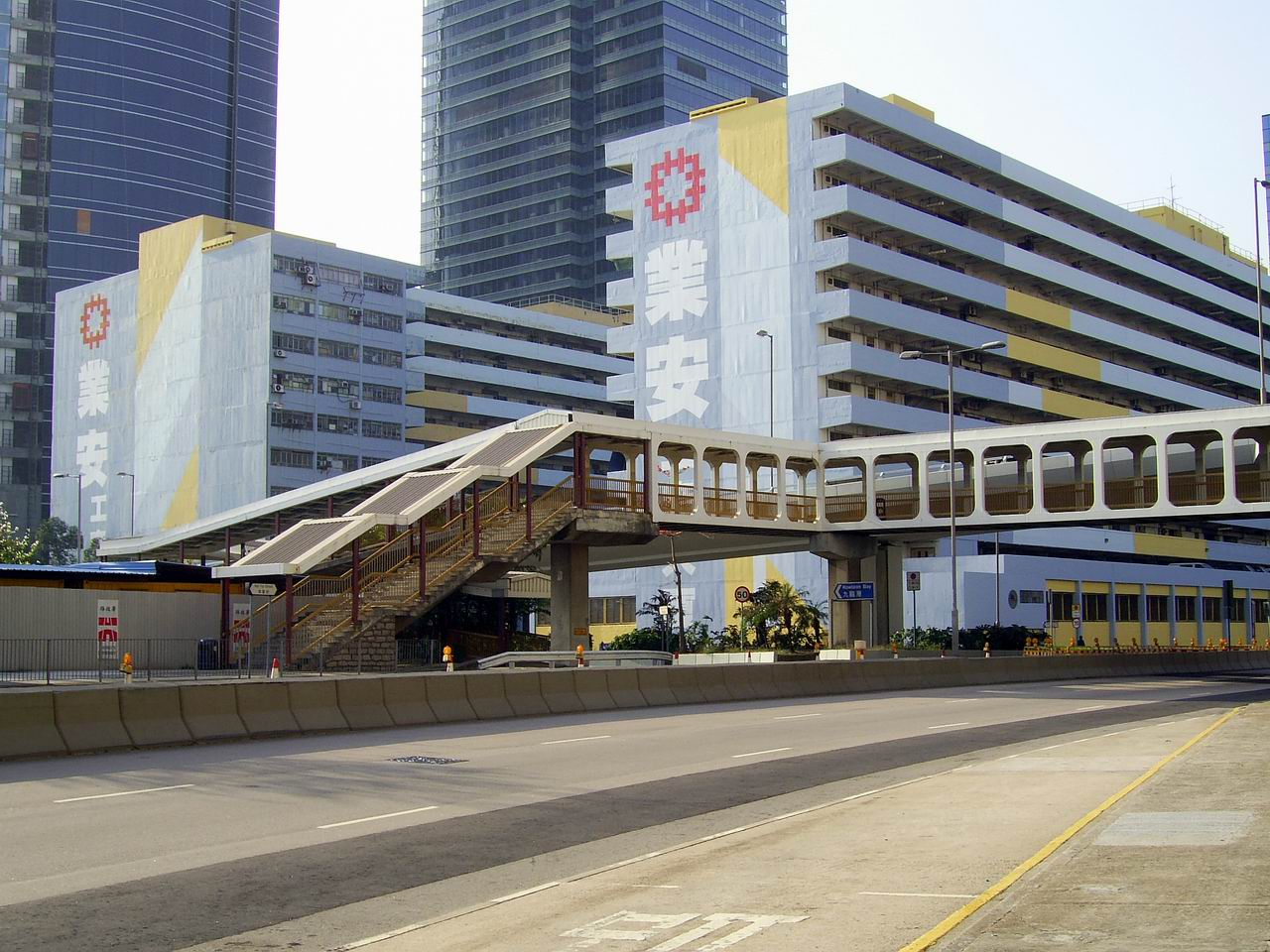
業安工場ビル

## 問題
- 1970年から1990年代にかけて、香港で建設された公営住宅には、中心部から人々を引きつけ、同時に地域のアイデンティティをつくるため、様々な池や噴水を建設した。しかし、2018年10月の時点で、203の公営住宅の噴水うち、多くは取り壊されたり、埋められたりし、正常に稼働していたのはわずか13であった。香港ランドスケープ建築学会前会長の姚寶隆は、衛生問題と溺死の危険性を撤去の原因とする住宅委員会を批判し、実際には管理が面倒であるためと指摘した。団地内の水場を維持していくためには、設計を最適化する必要があるが、近年完成した東匯邨には設置されておらず、住宅委員会は「水場は標準的な設備ではなく、管理が難しいため、今後の公営住宅に設置する予定はない」としている[17]。

- 外国で結婚した男性同士の同性愛カップルが公営住宅を申請した際、住宅委員会は「夫婦」の条件である「一夫一妻」にあてはまらないとして、この申請を拒否した。高等裁判所は、2020年3月に、この問題は性的差別にあたるとし、住宅委員会の判断は違憲であるとの裁定を下した[18]。同年4月3日、委員会は判決を不服として上訴した[19]。